# THC!!
THC!! (ティー・エイチ・シー Tī-Eichi-Shī?) es una banda japonesa de rock alternativo/J-Pop que debutó como banda indie el año 2003, y como banda major el 2005. Su sello discográfico es BMG Japan. El nombre de la banda proviene de la frase en inglés Teens Hate Chains!! (Los jóvenes odian las cadenas).

## Integrantes
- KAI (カイ?) - Vocalista
Nombre real: Kai Takaki (高木 海 Takaki Kai?)
Fecha nacimiento: 13 de julio
Grupo sanguíneo: A
- KANAMI (カナミ?) - Vocalista
Nombre real: Kanami Tsukui (津久井 加奈美 Tsukui Kanami?)
Fecha nacimiento: 20 de marzo
Grupo sanguíneo: A
- Ritz (リッツ?) - Rapera
Nombre real: Rie Tokoro (所 利枝 Tokoro Rie?)
Fecha nacimiento: 8 de junio
Grupo sanguíneo: A
- K-69 (ケーロック?) - Bajista
Nombre real: Keiichi Kimura (木村 圭一 Kimura Keiichi?)
Fecha nacimiento: 3 de febrero
Grupo sanguíneo: AB
- Mack (マック?) - Guitarrista
Nombre real: Mayu Itsukawa (井津川 真由 Itsukawa Mayu?)
Fecha nacimiento: 30 de septiembre
Grupo sanguíneo: AB
- IZU (イズ?) - Baterista
Fecha nacimiento: 10 de diciembre
Grupo sanguíneo: AB

## Discografía

### Singles
Major
1. Yuki (雪?) (26 de enero de 2005)
2. Natsu no Yūgure (夏の夕暮れ?) (8 de junio de 2005)
3. OMEDETOU (オメデトウ?) (21 de septiembre de 2005)
4. JUMP!! / TIME SHOWER ni Itadete (JUMP!!/TIMEシャワーに射たれて…?) (23 de noviembre de 2005)
5. LITTLE BIRD (10 de mayo de 2006)
6. Kimi wo, Suki ni Natta (君を、好きになった?) (7 de marzo de 2007)

Indies
- Yuki (雪?) (6 de noviembre de 2003)
- RUN! BREAKFAST RUN!! (28 de abril de 2004)
- communication (23 de junio de 2004)

### Álbumes
Major
1. TIME HAS COME!! (7 de diciembre de 2005

Indies
1. TEENS HATE CHAINS!! (8 de octubre de 2003)
2. TRIBAL HEARTS CALLING!! (28 de julio de 2004)

### Otros
- Ami Suzuki joins THC!! "Peace Otodoke!!♡" (Peaceお届け!!♡?) (7 de marzo de 2007)